# Smart Fortwo
Smart Fortwo — заднеприводной двухместный городской автомобиль A-класса с кузовом хэтчбек, производимый и продаваемый Smart Automobile Co., Ltd., совместным предприятием Mercedes-Benz AG и Zhejiang Geely Holding Group.
Первое поколение получило обозначение W450  и было представлено на Парижском автосалоне в 1998 году. Второе поколение W451 было представлено в 2006 году на выставке в Болонье. Выпускающееся с 2014 года третье поколение C453 было представлено миру 16 июля 2014 года на Темподроме в Берлине вместе с родственным четырехдверным Smart Forfour, разработанным совместно и имеющим общую платформу и двигатели с Renault Twingo третьего поколения.
Продается в 46 странах, к началу 2015 года производство Fortwo превысило 1,7 миллиона единиц. Название бренда Smart вероятно восходит к его ранней истории как совместного предприятия Swatch и Mercedes: Swatch Mercedes ART. Название Fortwo произошло от вместимости автомобиля — «для двоих». До 2002 года Fortwo был представлен на рынке как smart City-Coupé.

## Прошлое
Разработка того, что в конечном итоге стало Smart Fortwo, началась до 1993 года сотрудником Swatch car Николасом Хайеком при сотрудничестве с Volkswagen. При разработке дизайна, ориентированного на современную мотоколяску с электрическим или гибридным двигателем, Volkswagen колебался, возникли разногласия с Хайеком, и Хайек обратился к Mercedes.
Предприятие MCC (Micro Compact Car AG) было основано в 1994 году Хайеком в Биле как дочернее предприятие Daimler-Benz AG и SMH SA (Société Suisse de Microélectronique et d’Horlogerie). Когда MCC отказалось от первоначального подхода и намерения устанавливать электрические или гибридные двигатели, Хайек и старшие разработчики покинули проект. «Сегодняшний Smart с бензиновым двигателем — это продукт Daimler-Benz и имеет мало общего с планами бывшей команды Swatch».

### Фотографии

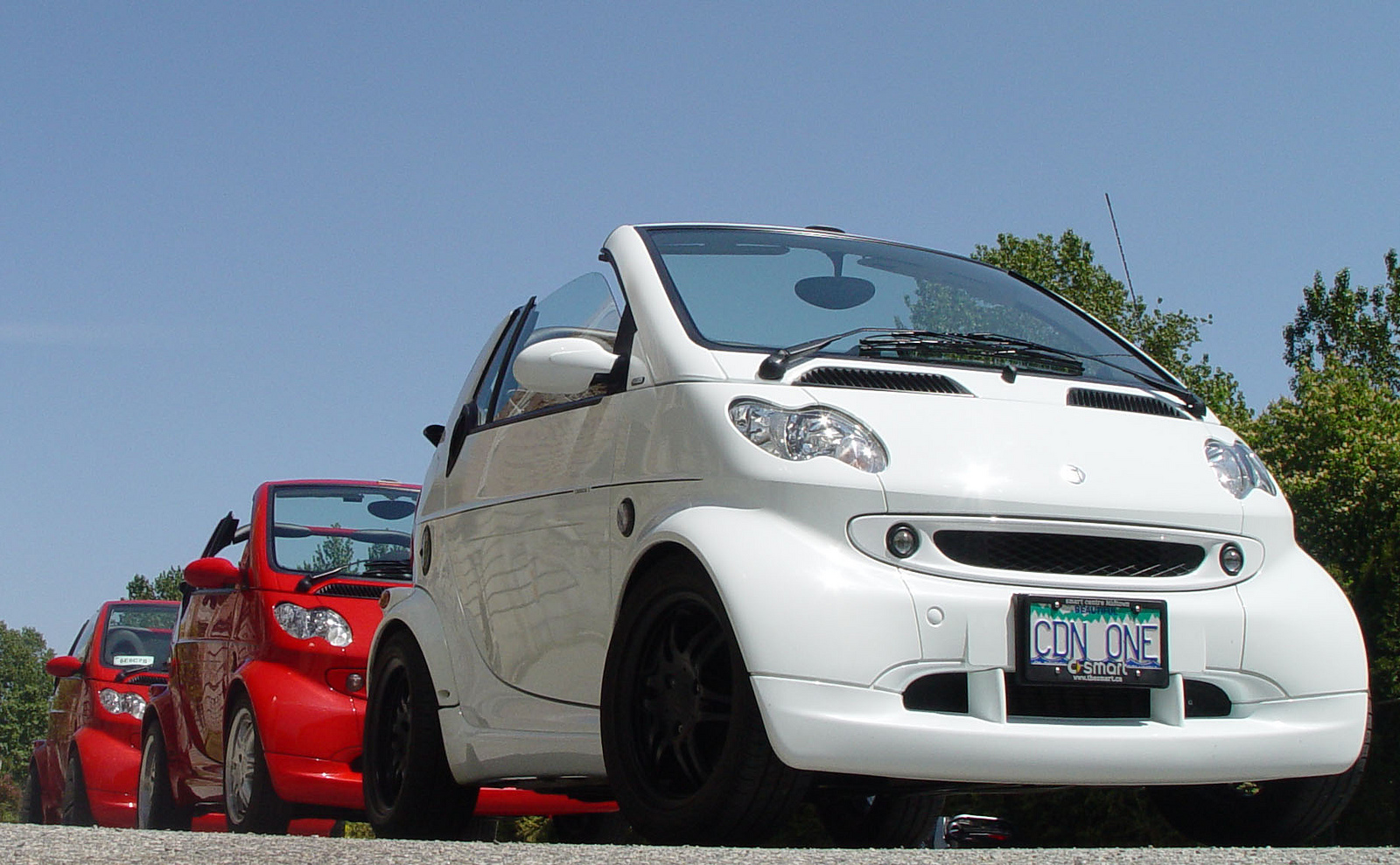
Один из четырех автомобилей BRABUS Canada 1 cdi
Купе
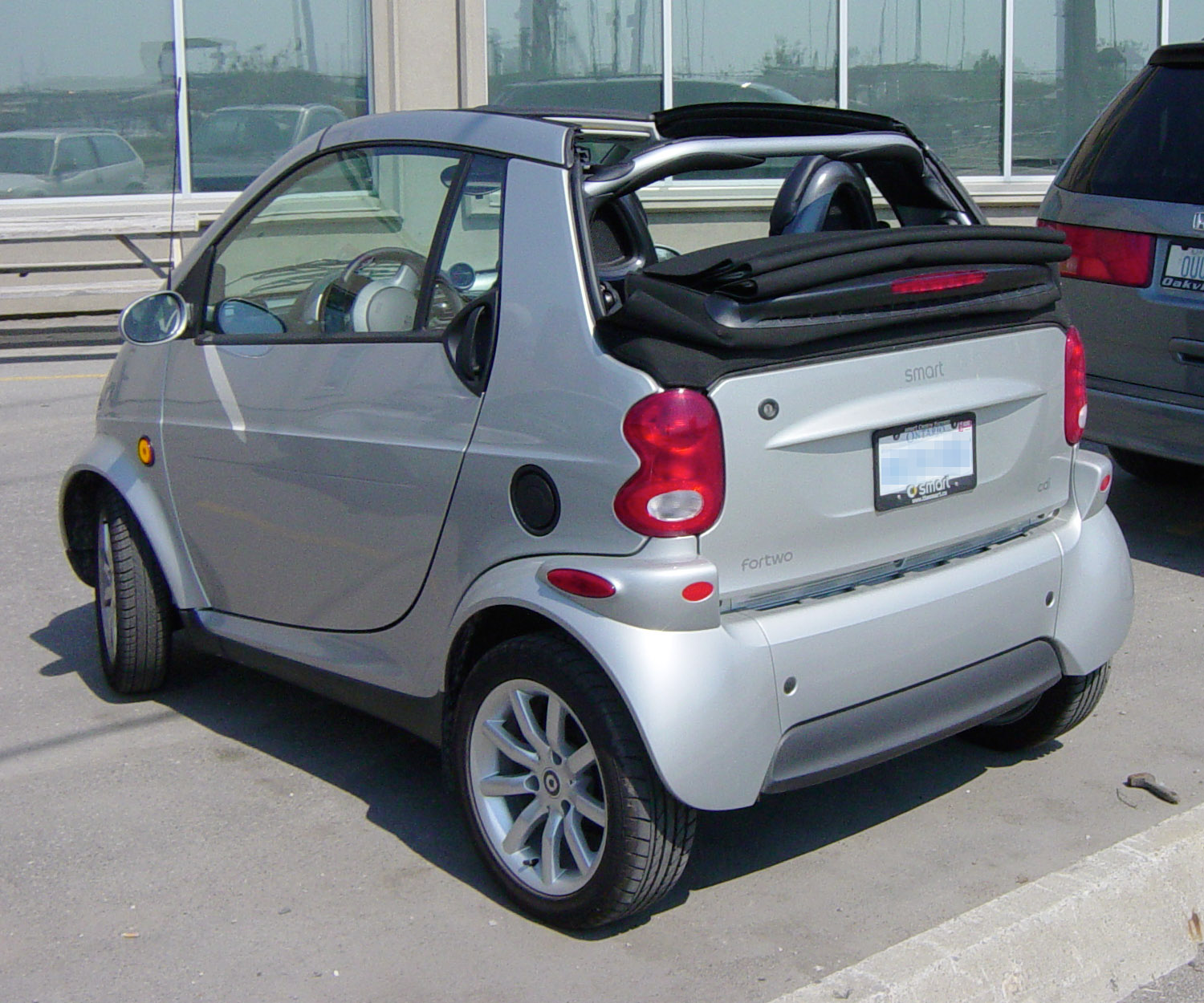
Кабриолет
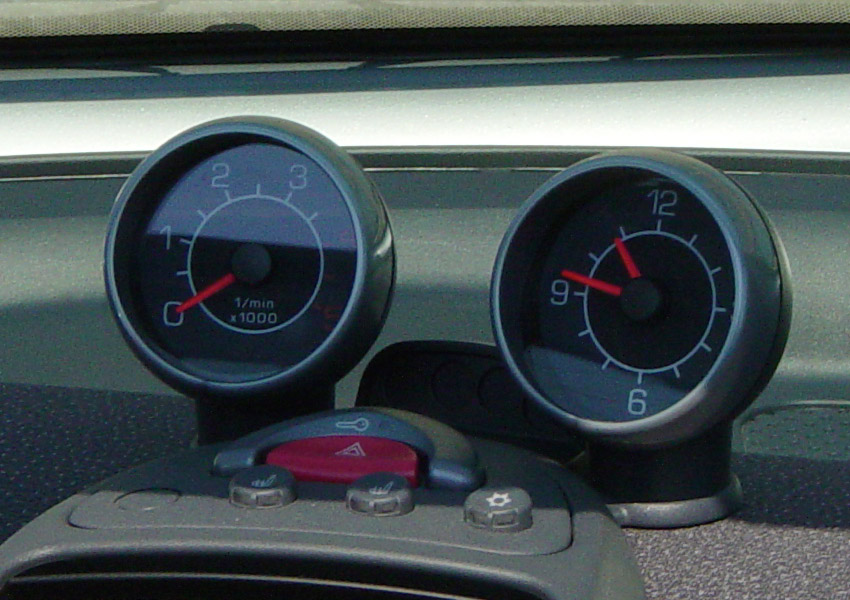
Тахометр поколения 450 и часы
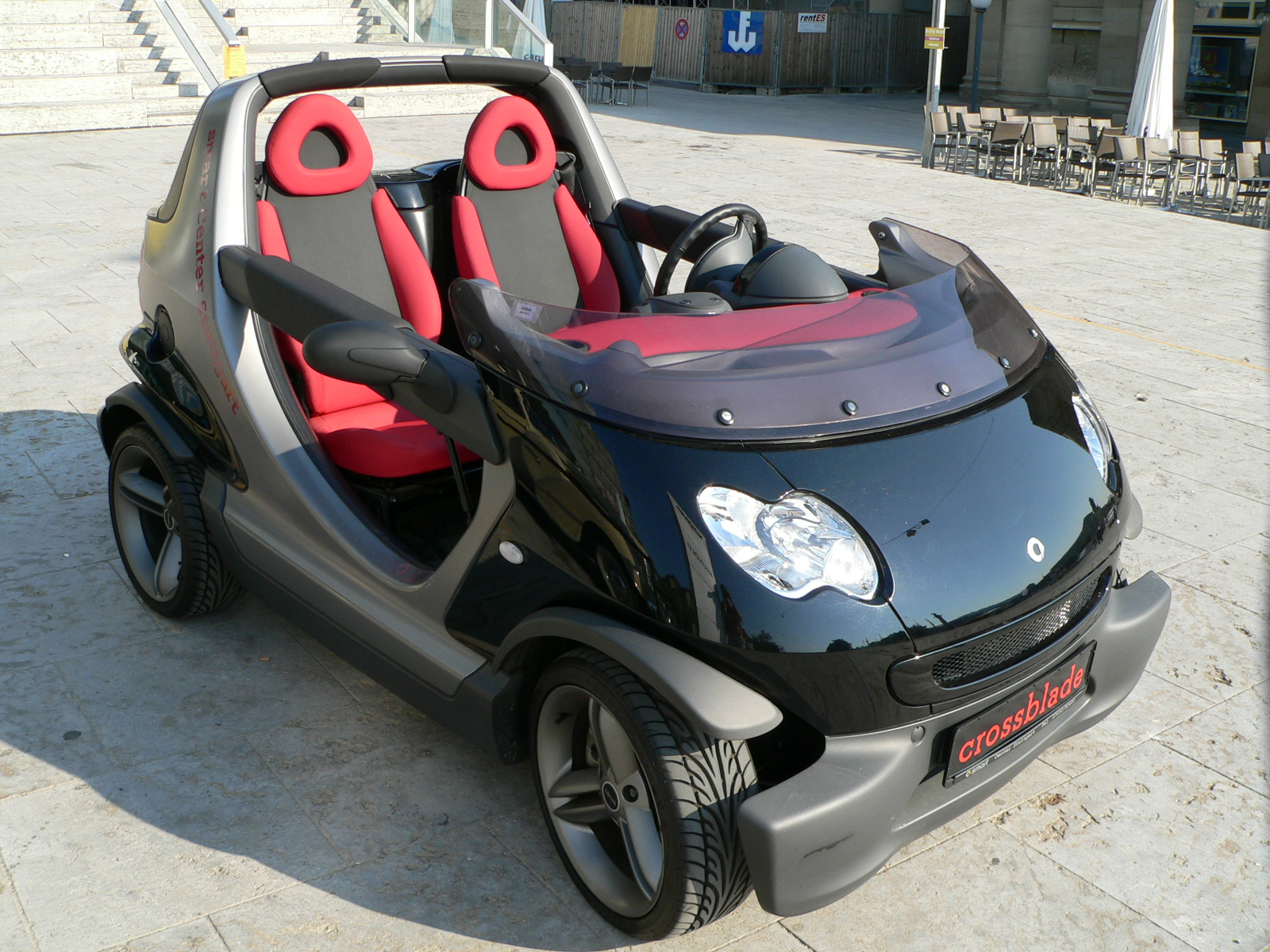
Smart Crossblade
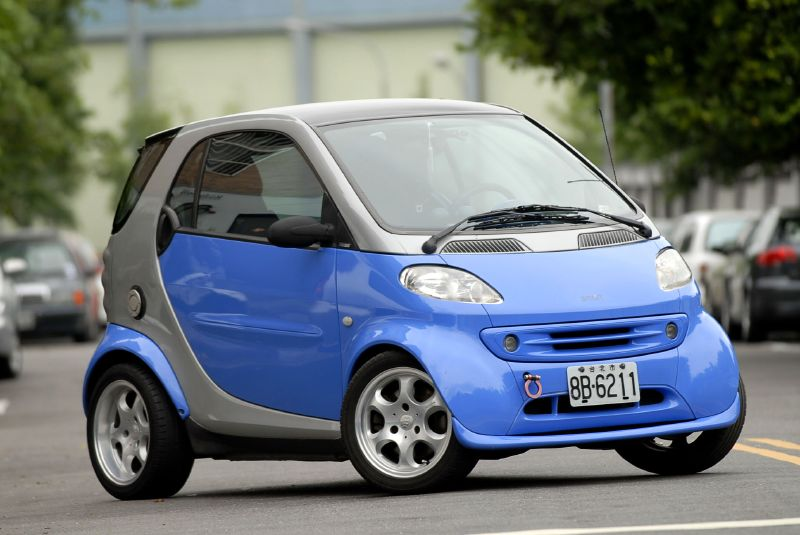
Smart Fortwo BRABUS 2002 года
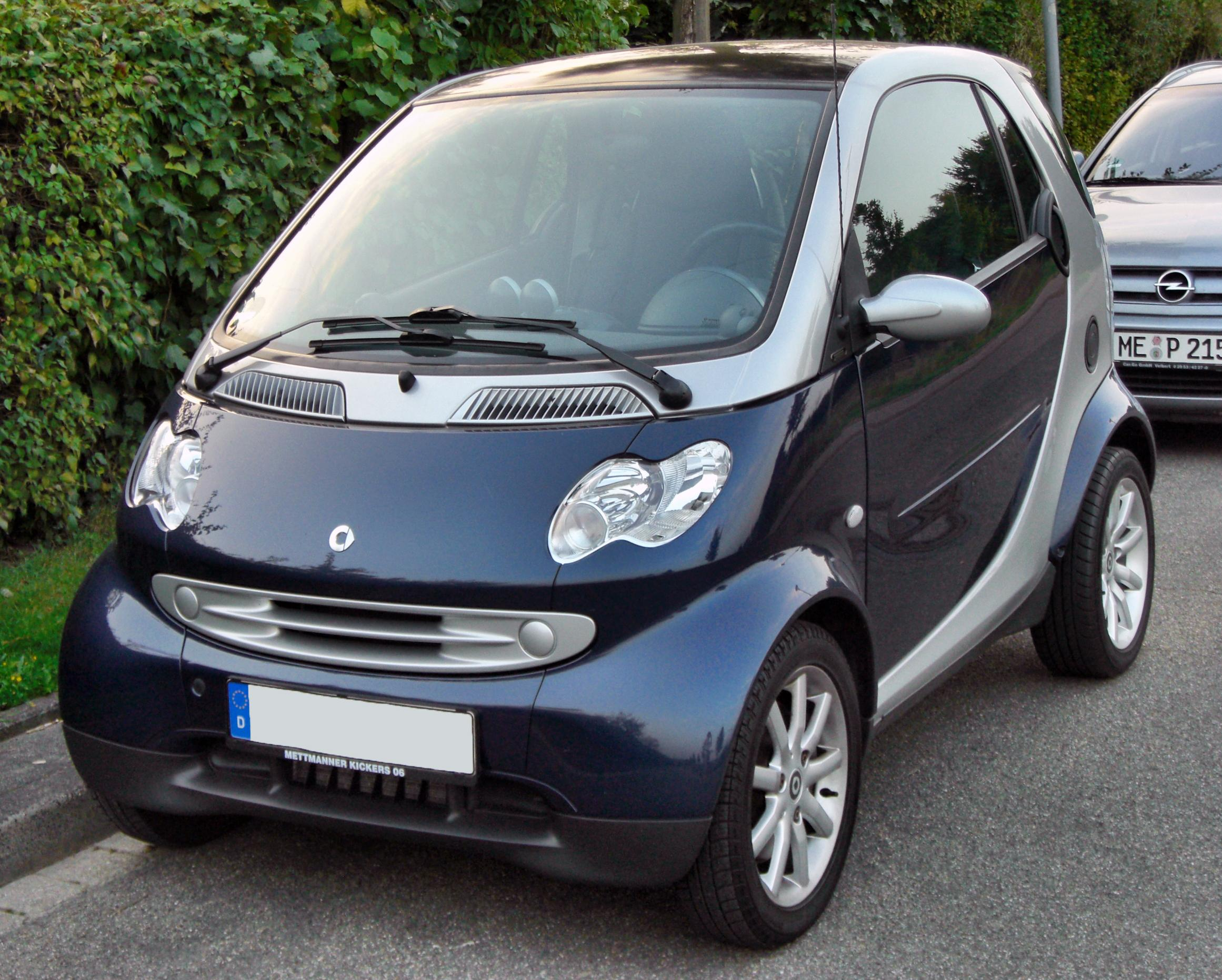
Рестайлинг 2002 года
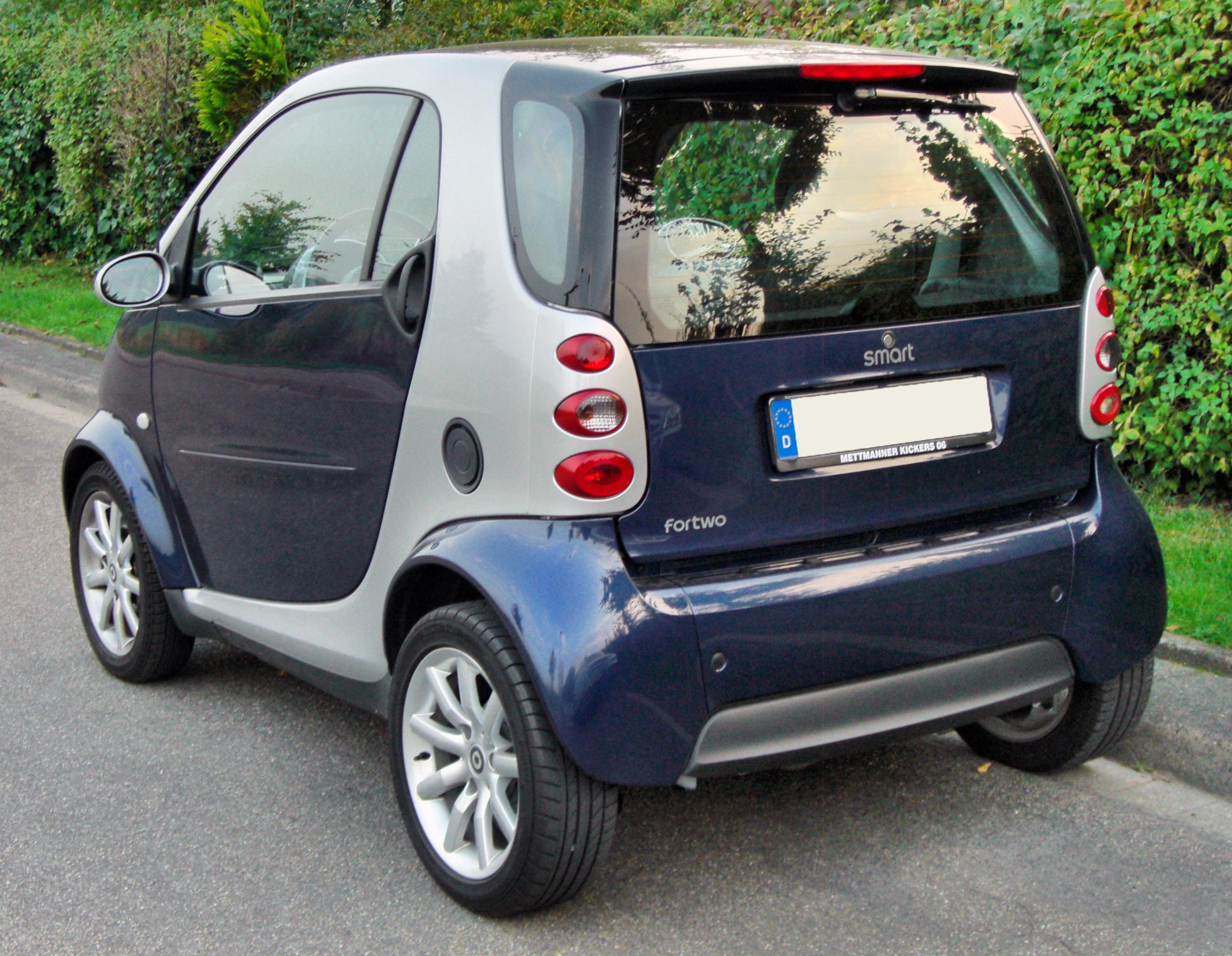
Рестайлинг 2002 года
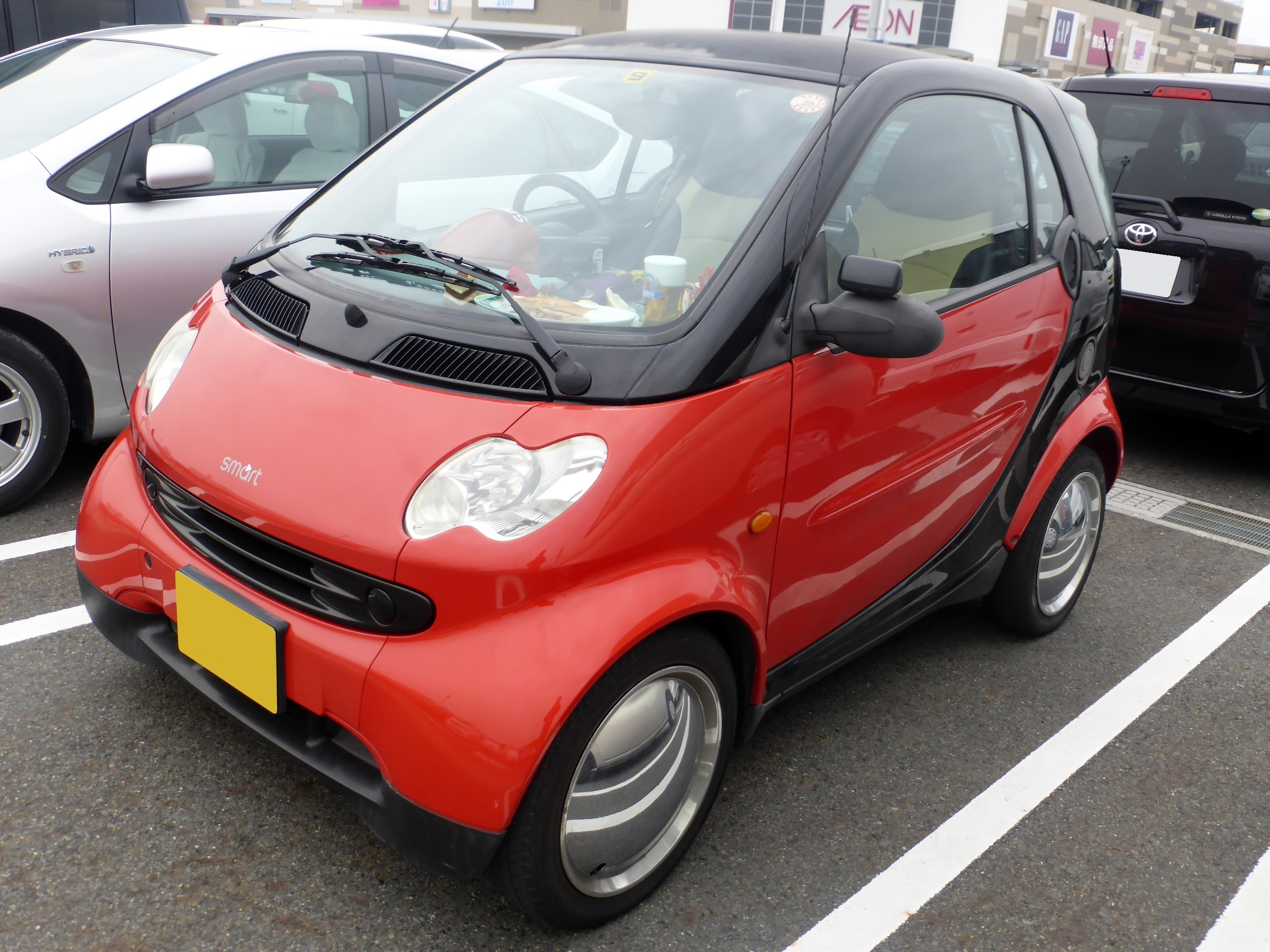
Smart K для японского рынка